# Krut, kulor och kärlek
Krut, kulor och kärlek (engelska: Our Hospitality) är en amerikansk stumfilm från 1923 i regi av Buster Keaton och John G. Blystone. Filmen är baserad på den verkliga fejden mellan familjerna Hatfield och McCoy.

## Handling
Familjen McKays ende överlevande son William har växt upp i New York, men reser tillbaka till den lilla staden i Kentucky där han föddes för att ta hand om familjens ägor. På resan dit träffar han Virginia Canfield, de två fattar tycke för varandra och Virginia bjuder in William på middag hemma hos hennes familj. Han får dock snart reda på att hon tillhör familjen Canfield som legat i fejd med hans egen familj så länge att ingen kommer ihåg hur fejden startade.

## Rollista
| Buster Keaton       | – Willie McKay, 21 år            |
| Natalie Talmadge    | – Virginia Canfield              |
| Buster Keaton jr.   | – Willie McKay, 1 år             |
| Joseph "Joe" Keaton | – Lem Doolittle, lokförare       |
| Kitty Bradbury      | – faster Mary                    |
| Joe Roberts         | – Joseph Canfield, Virginias far |
| Leonard Clapham     | – James Canfield                 |
| Craig Ward          | – Lee Canfield                   |
| Ralph Bushman       | – Clayton Canfield               |
| Edward Coxen        | – John McKay                     |
| Jean Dumas          | – Mrs. McKay                     |
| Monte Collins       | – Benjamin Dorsey, prästen       |
| James Duffy         | – Sam Gardner                    |
| Erwin Connelly      | – man som grälar med sin fru     |